# Râul Velganga

Râul Velganga este un curs de apă din India, statul Maharashtra, afluent al râului Shivana din bazinul Râul Godavari.
Pe râu au fost construite barajul Mategaon și barajul Deogaon Rangari
Pe valea râului Velganga se găsesc templele de la Ellora.